# Guido Rossa
Guido Rossa (Cesiomaggiore, Vèneto, 1 de desembre de 1934 - Gènova, 24 de gener de 1979) va ser un obrer i sindicalista italià.
La seva primera feina va ser als 14 anys com a treballador en una fàbrica de coixinets de boles, després a la FIAT de Torí com a treballador de fresadora. El 1961 es va traslladar a Gènova per treballar a Italsider i, l'any següent, va ser elegit membre del sindicat FIOM-CGIL. Com a membre del Partit Comunista Italià, va ser sindicalista de la Confederació General Italiana del Treball (CGIL) al centre de treball d'Italsider a Gènova-Cornigliano. Va denunciar a la policia italiana que un dels seus col·legues, Francesco Berardi, feia propaganda a Italsider en nom de les Brigades Roges.
Com a represàlia, Rossa va ser assassinat per les Brigades Roges el 24 de gener de 1979, durant els Anys de Plom. Concretament, a les 6:35 del matí, quan va sortir de casa seva, a via Ischia 4 de Gènova, per anar a treballar amb el seu cotxe Fiat 850, un escamot format per Riccardo Dura, Vincenzo Guagliardo i Lorenzo Carpia l'esperava, en una furgoneta Fiat 238 aparcada darrere de casa, per disparar-lo mortalment.